# Elecciones generales de Bahamas de 1982
Elecciones generales tuvieron lugar en las Bahamas el 10 de junio de 1982. El resultado fue una victoria para el Partido Liberal Progresista, el cual ganó 32 de los 43 escaños. La participación electoral fue de 89,8%.

## Resultados
| Partido                                         | Votos  | %    | Escaños | +/-   |
| ----------------------------------------------- | ------ | ---- | ------- | ----- |
| Partido Liberal Progresista                     | 42 995 | 56,9 | 32      | +1    |
| Movimiento Nacional Libre                       | 31 097 | 41,1 | 11      | +10   |
| Partido de Vanguardia Nacionalista y Socialista | 181    | 0,2  | 0       | 0     |
| Partido Obrero                                  | 31     | 0,0  | 0       | Nuevo |
| Partido Democrático de la Mancomunidad          | 13     | 0,0  | 0       | Nuevo |
| Independientes                                  | 1 292  | 1,7  | 0       | 0     |
| Votos blancos/nulos                             |        | -    | -       | -     |
| Total                                           | 75 609 | 100  | 43      | +5    |
| Fuente: Nohlen                                  |        |      |         |       |